# Henk Scholte
Henk Scholte (* 29. September 1932 in Tarakan, Indonesien oder Eindhoven, Niederlande; † 4. Mai 1998) war ein niederländischer Karambolagespieler in den klassischen Disziplinen Cadre und Freie Partie und Unternehmer.

## Biografie
Zu Scholtes Geburtsort machen die Quellen unterschiedliche Angaben, der einen nach ist er in Tarakan (Indonesien) geboren, der anderen in Eindhoven in den Niederlanden. Henk lernte im Café „St. Paulus“ seiner Eltern in Woensel, heute ein Stadtteil von Eindhoven, das Billardspiel. Die meisten sagten: Das würde nicht funktionieren! Aber er setzte sich durch, trainierte weiter und später erhielt Henk von Piet van de Pol Billardunterricht, den seine Mutter bezahlte. Dann wurde das kleine Billard zu Hause durch ein Matchbillard ersetzt.
Am 7. April 1955 wurde Henk Niederländischer Meister in der Freien Partie. Er wurde sieben Mal Europameister, 3 × Freie Partie: 1961 (bei der er einige Rekorde seines Lehrers van de Pol brach!), 1965 und 1969, 3 × im Cadre 47/2: 1964, 1965 und 1968 und 1 × im Cadre 71/2 1965. Wie alle Amateurspieler zu der Zeit, musste Scholte sein Geld neben den Turnieren verdienen, dazu gab er Billard-Demonstrationen, hatte einen Handel mit Billardzubehör und betrieb auch eine Weile sein eigenes Billardzentrum in der Prins-Hendrik-Straat, in dem er selbst unterrichtete.

## Trivia
Aufgrund seiner Statur und der schwarzen Haare wurde „het magere manneke“ (deutsch: mageres Männchen; dünner, kleiner Mann) „de swarte Panther“ (deutsch: der schwarze Panther) genannt. Ein zweiter Spitzname war „de Tijger“ (deutsch: Der Tiger).

## Erfolge
- Cadre-47/1-Weltmeisterschaft:  1967
- Cadre-71/2-Weltmeisterschaft:  1965  1962
- Fünfkampf-Weltmeisterschaft:  1965
- Freie-Partie-Europameisterschaft:  1961, 1965, 1969  1966, 1970  1957
- Cadre-47/1-Europameisterschaft:  1964  1963, 1966
- Cadre-47/2-Europameisterschaft:  1964, 1965, 1968  1963, 1966
- Cadre-71/2-Europameisterschaft:  1965  1962, 1963  1957

- Fünfkampf-Europameisterschaften für Nationalmannschaften:  1967  1969

Quellen: 